# Зульфікар (танк)
Зульфікар (Zulfiqar або Zolfaghar або Zolfaqar) — іранський основний бойовий танк другого покоління, розроблений під керівництвом бригадного генерала Мир-Юнуса Масум-Заде (Mir-Younes Masoumzadeh), заступника командувача сухопутними військами з науки і досліджень.
Метою розробки та подальшого виробництва було забезпечення незалежності національних збройних сил від постачання бронетехніки з закордону. Танк був названий Zulfiqar на честь легендарного меча четвертого праведного халіфа Алі ібн Абу Таліба, двоюрідного брата пророка Магомета.
Прототип танка був створений у 1993 році. Шість передсерійних зразків танка були випробувані в 1997 році.

## Конструкція
«Зульфікар» створено на базі технічних рішень та основних вузлів й агрегатів таких танків, як американські M48 Patton, М60, російський Т-72С. Конструкція танка — класична, з розміщенням моторно-трансмісійного відділення в кормі. Машина оснащена дизельним двигуном на 760 к.с. Трансмісія може бути локальною модифікацією трансмісії SPAT 1200 танка М60. Броня композитна. Корпус та башта зварні, форма башти проста — майже прямокутник. Лобовий лист корпусу та лобові броньовані деталі башти розташовані під великим кутом нахилу задля максимального рівня захисту.
На танк встановлюється гладкоствольна гармата 2А46 125 мм з ежектором й автомат заряджання, які, швидше за все, запозичені в радянського Т-72. Оборонно-промисловий комплекс Ірану випускає для танків серії «Зульфікар» і Т-72 осколково-фугасні, кумулятивні та підкаліберні снаряди. Додаткове озброєння складається з 7,62 мм і 12,7 мм кулеметів.
Екіпаж машини — 3 людини. Місце механіка-водія знаходиться на повздовжній осі танка. Для посадки й висадки механік-водій має власний люк, броньована кришка його відкривається вправо. Попереду люка механіка-водія розташовані три прилади спостереження, центральний може змінюватися на пасивний ПНБ для можливості водіння машини в темну пору доби.

## Модифікації
- Зульфікар-1 — перший прототип був показаний в 1994 році. Танк поєднує в собі конструкторські рішення і комплектуючі від американського M60 і радянського Т-72. Вважається, що 125-мм гладкоствольна гармата і автомат заряджання запозичені від Т-72, в той час як ходова частина — від M60. Танк може оснащуватися системою сповіщення про наведення на танк зброї з лазерним далекоміром, або зброї яка використовує лазерну підсвітку цілі. Конструкція корпусу дозволяє оснастити танк динамічним захистом. Було випущено не менше 100 одиниць.
- Зульфікар-2 — оснащений модернізованим двигуном і ходовою частиною. Був побудований тільки один прототип.
- Зульфікар-3 — остання модифікація. Відрізняється від попередників корпусом, через що збільшилася маса танка до 50 тон і виникла потреба в новому двигуні на 1000 к. с. Новий двигун дав машині можливість розвивати максимальну швидкість по шосе до 70 км/год. Башта дістала башточку для 12,7-мм кулемета на дистанційному управлінні. Також оснащений СКВ і лазерним далекоміром.